# Pakorn Seekaewnit
Pakorn Seekaewnit (thailändisch ภากร สีแก้วนิตย์, * 26. Juli 2002 in Maha Sarakham), auch als Boss bekannt, ist ein thailändischer Fußballspieler.

## Karriere
Pakorn Seekaewnit stand bis 2021 beim Udon United FC unter Vertrag. Wo er vorher gespielt hat, ist unbekannt. Der Verein spielte in der Saison 2020/21 in der dritten thailändischen Liga, der Thai League 3. Hier trat der Verein in der North/Eastern Region an. Am Ende der Saison wurde er mit dem Verein Meister der Region. In den Aufstiegsspielen konnte man sich nicht durchsetzen und man verblieb in der dritten Liga. Zur Saison 2021/22 wechselte er zum Zweitligisten Lampang FC. Sein Zweitligadebüt für den Verein aus Lampang gab Pakorn Seekaewnit am 4. September 2021 (1. Spieltag) im Heimspiel gegen den Zweitligaaufsteiger Muangkan United FC (1:1). Hier stand er in der Startelf und spielte die kompletten 90. Minuten. Im Sommer 2022 unterschrieb er wieder einen Vertrag bei seinem ehemaligen Verein Udon United FC. Hier stand er in der Hinrunde unter Vertrag. Nach elf Drittligaspielen wechselte er im Januar 2023 wieder zum Erstligisten Lampang FC. Nach einer Saison Erstklassigkeit musste er mit Lampang am Ende der Saison als Tabellenletzter wieder den Weg in die zweite Liga antreten. Für Lampang bestritt er zwölf Erstligaspiele. Nach dem Abstieg verließ er Lampang und schloss sich im Sommer 2023 dem ebenfalls aus der ersten Liga abgestiegenen Nongbua Pitchaya FC an. Am Ende der Saison 2023/24 wurde er mit dem Klub aus Nong Bua Lamphu Vizemeister und stieg direkt in die erste Liga auf. Mit dem U23-Team von Nongbua nahm er 2024 an der U23-Meisterschaft teil. Am Ende der Saison feierte er mit der U23 die Meisterschaft. Am Ende der Saison 2024/25 belegte er mit Nongbua den 14. Tabellenplatz und musste somit in die zweite Liga absteigen.

## Erfolge
Udon United FC
- Thai League 3 – North/East: 2020/21

Nongbua Pitchaya FC
- Thailändischer Zweitligameister: 2023/24  ▲

Nongbua Pitchaya FC U23
- Thailändischer U23-Meister: 2024